# Pero patriciata
Pero patriciata är en fjärilsart som beskrevs av Samuel E. Cassino och Louis W. Swett 1925. Pero patriciata ingår i släktet Pero och familjen mätare. Inga underarter finns listade i Catalogue of Life.